# Бернетт (Вісконсин)
Бернетт (англ. Burnett) — місто (англ. town) в США, в окрузі Додж штату Вісконсин. Населення — 831 особа (2020).

## Демографія
Згідно з переписом 2010 року, у місті мешкали 904 особи в 357 домогосподарствах у складі 274 родин. Було 379 помешкань
Расовий склад населення:
| - 99,3 % — білих - 0,1 % — чорних або афроамериканців |

До двох чи більше рас належало 0,0 %. Частка іспаномовних становила 1,2 % від усіх жителів.
За віковим діапазоном населення розподілялося таким чином: 21,3 % — особи молодші 18 років, 65,6 % — особи у віці 18—64 років, 13,1 % — особи у віці 65 років та старші. Медіана віку мешканця становила 44,9 року. На 100 осіб жіночої статі у місті припадало 102,7 чоловіків;  на 100 жінок у віці від 18 років та старших — 106,7 чоловіків також старших 18 років.
Середній дохід на одне домашнє господарство  становив 82 305 доларів США (медіана — 67 857), а середній дохід на одну сім'ю — 84 517 доларів (медіана — 74 271). Медіана доходів становила 50 433 долари для чоловіків та 42 333 долари для жінок. За межею бідності перебувало 6,6 % осіб, у тому числі 3,9 % дітей у віці до 18 років та 10,6 % осіб у віці 65 років та старших.
Цивільне працевлаштоване населення становило 464 особи. Основні галузі зайнятості: виробництво — 30,0 %, роздрібна торгівля — 17,2 %, сільське господарство, лісництво, риболовля — 11,2 %, освіта, охорона здоров'я та соціальна допомога — 8,4 %.